# Телеки, Ласло
Ласло Телеки (венг. Teleki László; 1811—1861) — граф, венгерский политический деятель, писатель.

## Биография
Представитель известного трансильванского аристократического рода Телеки. Родился во дворце Телеки-Дегенфельд. После смерти отца с 1821 года воспитывался в семье родственника Йожефа Телеки (1790—1855). В 1830-х годах много путешествовал по Европе. После возвращении в Венгрию занялся политикой, сначала в Трансильвании, где Й. Телеки стал губернатором, затем в Национальном собрании.
Был одной из руководящих фигур дворянской оппозиции Государственного собрания в 1843—1844 гг. В 1848 — депутатом Государственного собрания — сторонником независимости — от комитата Пешта.
Ласло Телеки был одним из немногих венгерских политиков, выдвинувших мысль о федеративном переустройстве Венгрии. Среди ответственных политических деятелей страны он был, пожалуй, единственным, который ради окончательной победы революции 1848 года, готов был предоставить народам Венгрии право на самоопределение и территориальную автономию.
Критиковал нерешительную политику правительства Л. Баттьяни. Был против того, чтобы Государственное собрание проголосовало за военную помощь Габсбургам против итальянской революции.
С сентября 1848 года он был направлен послом революционного правительства в Париж. В 1849 Л. Телеки поддерживал обширные связи с представителями антиавстрийских кругов Италии, стран Восточной Европы и Балкан.
Несмотря на несогласие, поддерживал политику Лайоша Кошута и внушал ему мысль о необходимости признания идеи федерации, советуя дать хорватам, сербам и валахам «все, что только возможно…».
После поражения венгерской революции, Л. Телеки в 1851 году был приговорен к смертной казни заочно, поэтому не вернулся на родину. В 1850-х годах жил в Швейцарии. Находясь в эмиграции был сторонником союза между различными народами и национальностями Венгрии. Во время визита в Дрезден 16 декабря 1860 года был арестован саксонской полицией и через 4 дня передан австрийцам и заключен в тюрьму. После переговоров с властями при посредничестве императора Франца-Иосифа I, он был помилован и ему разрешили вернуться в Венгрию при условии отказа от активной политики.
После возвращения, народ приветствовал его как героя, и он сразу же возобновил свою политическую деятельность, был избран депутатом и стал руководителем так называемой «партии Резолюции» в Государственном собрании.
Не дождавшись исхода борьбы между «партией Резолюции» и «партией Петиции» в решающих вопросах, покончил жизнь самоубийством. Похоронен в семейной усыпальнице во дворце Телеки-Дегенфельд. 
Композитор Ференц Лист посвятил ему свою «Венгерскую рапсодию № 2» и «Венгерский исторический портрет № 4». 
Самое известное литературное произведение Л. Телеки драма «Фаворит».